# 程源
程源（1613年12月3日—1661年），字企一，又字培元，号云阉，四川承宣布政使司江津縣（今重庆江津）五岔乡人，明朝末年至南明官员。

## 生平
崇禎十五年壬午科第五十七名舉人，崇禎十六年（1643年）聯捷癸未科詩一房會試第242名，殿試三甲241名，工部觀政。十七年甲申授行人。
李自成军攻打潼关，程源上疏朝廷防御十策，没有被采用。
崇祯十七年（1644年），清军入关，攻克北京。次年，唐王朱聿键在福建称隆武帝，程源前往投奔，被任命为太常寺卿，奉使到广东。1646年，隆武政权灭亡后，程源在广东参与拥立桂王朱由榔称永历帝，被任命为兵部尚书兼东阁大学士。负责经营云南、贵州、四川、湖北，督战获胜有功。偏桥之役，叛将王祥俘获程源，他晓以大义劝说王祥归顺明朝。永曆十五年（1661年），永历帝被吴三桂所杀。程源背发毒疽，含恨而终。